# Gwenaëlle Grovonius
Pour les articles homonymes, voir Grovonius.
 (novembre 2019).
Si vous disposez d'ouvrages ou d'articles de référence ou si vous connaissez des sites web de qualité traitant du thème abordé ici, merci de compléter l'article en donnant les références utiles à sa vérifiabilité et en les liant à la section « Notes et références ».
Gwenaëlle Grovonius, née le 16 octobre 1978 est une femme politique belge wallonne, membre du PS.
Elle est licenciée en Traduction anglais-russe. Diplômes d'études spécialisées en Relations internationales et coopération au développement.

## Fonctions politiques
- Conseillère communale de Namur
- 2014-2019 : députée fédérale
- 2019- : députée wallonne et communautaire.

## Mandats au sein du Parlement wallon
- Commission chargée de questions européennes (2019-2024) Vice Présidente
- Commission de la fonction publique, du tourisme et du patrimoine (2019-2024) Membre effectif
- Séance plénière (2019-2024) Membre effectif
- Commission pour l'égalité des chances entre les hommes et les femmes (2019-2024) Membre effectif
- Commission de l'énergie, du climat et de la mobilité (2019-2024) Membre suppléant
- Source : https://www.parlement-wallonie.be/pwpages?p=composition_dep_det&id=3165

## Fonctions au sein du Parlement de la Fédération Wallonie-Bruxelles/Communaute française de Belgique
- Membre du groupe politique PS (depuis le 18/06/2019)
- Membre titulaire de la commission des Affaires générales, des Relations internationales, du Règlement et du Contrôle des communications des membres du Gouvernement (depuis le 02/10/2019)
- Membre titulaire du comité d'avis chargé d'examiner les questions relatives à l'égalité des chances entre les hommes et les femmes (depuis le 02/10/2019)
- Présidente du comité d'avis chargé d'examiner les questions relatives à l'égalité des chances entre les hommes et les femmes (depuis le 16/10/2019)
- Source : https://www.pfwb.be/les-deputes/gwenaelle-grovonius

## Assemblées parlementaires internationales
- Assemblée interparlementaire Benelux (AIB) (25/09/2019) Membre effective

## Décoration
- Chevalier de l'ordre de Léopold (2024)[1].